# Аніноаса (Горж)
Аніноаса (рум. Aninoasa) — село у повіті Горж в Румунії. Адміністративний центр комуни Аніноаса.
Село розташоване на відстані 209 км на захід від Бухареста, 36 км на південний схід від Тиргу-Жіу, 53 км на північний захід від Крайови.

## Населення
За даними перепису населення 2002 року у селі проживали 1166 осіб.
Національний склад населення села:
| Національність | Кількість осіб | Відсоток |
| -------------- | -------------- | -------- |
| румуни         | 1095           | 93,9%    |
| цигани         | 70             | 6,0%     |

Рідною мовою назвали:
| Мова      | Кількість осіб | Відсоток |
| --------- | -------------- | -------- |
| румунська | 1160           | 99,5%    |
| циганська | 5              | 0,4%     |